# Dinopithecus
Dinopithecus (do grego δεινός πίθηκος deinos pithekos, lit. "macaco terrível") é um gênero extinto de grandes primatas proximamente relacionados aos babuínos que viveu do Plioceno ao Pleistoceno na África do Sul. Ele foi nomeado pelo paleontólogo escocês Robert Broom em 1937. A única espécie atualmente reconhecida é Dinopithecus ingens, tendo D. quadratirostris sido realocada ao gênero Soromandrillus. Ele foi descoberto em diversas cavernas na África do Sul, todos do início do Pleistoceno, incluindo Skurweberg, Swartkrans e Sterkfontein.

## Descrição
Dinopithecus ingens tinha aproximadamente o dobro do tamanho dos babuínos modernos, com machos pesando cerca de 46kg e fêmeas pesando cerca de 29kg, segundo estimativas baseadas nosdentes molares. Em alguns casos, foi estimado que os machos chegariam à maturidade com um peso de cerca de 77kg. A característica mais distintiva do gênero é seu grande porte com comparação a outros gêneros da tribo Papionini. As únicas outras espécies da tribo a alcançarem um tamanho similar foram Theropithecus brumpti e Theropithecus oswaldi. Estas, entretanto, eram muito diferentes de Dinopithecus em sua morfologia dentária. No geral, seu crânio é similar ao dos babuínos modernos, mas sem as fossas faciais (depressões nos lados do focinho e da mandíbula inferior) e as protuberâncias maxilares (protuberâncias ósseas que ocorrem nos lados superiores do focinho). Por isso, Dinopithecus é por vezes classificado como um subgênero de Papio.

## Paleoecologia
A maior parte das espécies da tribo Papionini é onívora, consumindo um grande leque de partes digestíveis de plantas, especialmente frutas, bem como insetos e outros invertebrados, e pequenos vertebrados. Uma análise dos isótopos de carbono de amostras de seu esmalte dentário revelou que Dinopithecus consumia a menor porção de grama e outros alimentos da savana entre todos os primatas sul-africanos. Análises dos padrões de microdesgaste dos dentes molares mostraram que eles eram similares àqueles do atual babuíno-amarelo (Papio cynocephalus), sugerindo uma dieta variada e eclética. Um estudo das adaptações dos molares sugeriu que D. ingens consumia uma grande porcentagem de frutas e relativamente pouca folhagem.